# Szatymaz
Szatymaz é um município da Hungria, situado no condado de Csongrád-Csanád. Tem 53,72 km² de área e sua população em 2019 foi estimada em 4.675 habitantes.